# N4 (Burkina Faso)
Die N4 ist eine Fernstraße in Burkina Faso, die die Hauptstadt Ouagadougou mit dem östlichen Nachbarn Niger verbindet. Die Fernstraße ist 400 Kilometer lang.
Sie beginnt in der Hauptstadt Ouagadougou und führt über eine trockene Savanne durch die zentralen Orte Zorgho, Koupéla, Gounghin, die Stadt Fada N’Gourma bis zum Ort Kantchari vor der Grenze zu Niger. Von dort führt sie unter der Bezeichnung N6 weiter nach Niamey. Die komplette Straße ist asphaltiert und sie ist, zusammen mit der N3, die einzige Fernstraße, die in der Hauptstadt nicht mit zwei Fahrbahnen pro Richtungen geführt wird.
Im Jahr 2017 wurde der Knotenpunkt zwischen der N4 und der N3 (im städtischen Abschnitt östlich von Ouagadougou) mit einer Finanzierung durch die Westafrikanische Entwicklungsbank (BOAD) für 24 Milliarden CFA-Francs komplett überarbeitet und neu gebaut.
Am 19. September 2020 gab Premierminister Christophe Dabiré den Startschuss für die Sanierung des 218 km langen Abschnitts Gounghin-Fada N'Gourma-Kantchari (bekannt als Gemeinschaftsstraße CU2A) für insgesamt 13 Milliarden CFA-Francs (ca. 20 Millionen Euro), finanziert von der Afrikanischen Entwicklungsbank (ADB), der Europäischen Union, der Japan International Cooperation Agency (JICA) und der Westafrikanischen Wirtschafts- und Währungsunion (UEMOA). Die Arbeiten, die voraussichtlich 30 Monate[veraltet] dauern werden, sind in drei Lose aufgeteilt und an die Firmen Sitram, Yelhy Technologie und Soroubat vergeben worden.